# Cerkiew św. Mikołaja w Jiangbei
Cerkiew św. Mikołaja w Jianbei – prawosławna cerkiew w Jiangbei w pobliżu Harbinu. Zniszczona w czasie rewolucji kulturalnej.
Parafia w Jiangbei powstała oficjalnie 28 grudnia 1923 z inicjatywy ks. M. Rogozina, misjonarza rosyjskiego. Początkowo jej świątynią była cerkiew domowa w budynku szkoły kolejowej. Proboszcz zdołał jednak przekonać władze lokalne, by zgodziły się na wzniesienie wolno stojącego obiektu sakralnego. Przy parafii powstała również szkoła i biblioteka.
Cerkiew w Jiangbei była wzniesiona z cegły na typowym dla rosyjskich świątyń planie: z dzwonnicą ponad wejściem i kopułą ponad prezbiterium. Obie kopuły były zwieńczone krzyżami, okna w świątyni były półkoliste. Nie zachowały się fotografie jej wnętrza.
Obiekt nie przetrwał rewolucji kulturalnej. 